# Pavlovce nad Uhom
Pavlovce nad Uhom és un poble i municipi d'Eslovàquia. Es troba a la regió de Košice, a l'est del país.

## Història
La primera referència escrita de la vila data del 1327.

## Demografia
| Godina             | 1994 | 2004    | 2014   | 2024   |
| ------------------ | ---- | ------- | ------ | ------ |
| Nombre de persones | 3924 | 4530    | 4477   | 4663   |
| Diferència         |      | +15,44% | −1,16% | +4,15% |

| Godina             | 2023 | 2024   |
| ------------------ | ---- | ------ |
| Nombre de persones | 4652 | 4663   |
| Diferència         |      | +0,23% |